# Norma (marca)
A Norma, originalmente, uma empresa sueca, foi fundada em 1902 pelos irmãos Enger naturais de Kristiania (hoje Oslo) com o nome de "Norma Projektilfabrikk A/S",
como uma empresa de produção de munição, localizada em Åmotfors na província de Värmland, próxima da fronteira com a Noruega.
Hoje em dia, a empresa virou marca, e é conhecida mundialmente simplesmente como "Norma".

## Histórico
Desde 2002 a Norma passou para o controle da Ruag Ammotec AG e desde então, o termo "Norma" é uma marca, pertencente à ela, que continua ligada ao mercado de munição.
Hoje, a Norma está associada a uma produção anual de cerca de 30 milhões de cartuchos em 110 calibres. Como tal, a marca "Norma" é responsável por uma das maiores variedades de munição produzida do mundo, por um único fabricante.